# Gorna Bela Recika, Montana
Gorna Bela Recika (în bulgară Горна Бела Речка) este un sat în comuna Vărșeț, regiunea Montana,  Bulgaria. 

## Demografie
Componența etnică a satului Gorna Bela Recika
     Bulgari (100%)
     Nicio identificare (0%)
     Altele (0%)
La recensământul din 2011, populația satului Gorna Bela Recika era de 69 locuitori. Din punct de vedere etnic, majoritatea locuitorilor (100,0%) erau bulgari. Pentru 0,0% din locuitori nu este cunoscută apartenența etnică.